# Iker Bravo
Iker Bravo Solanilla (* 13. Januar 2005 in Sant Cugat del Vallès) ist ein spanischer Fußballspieler. Er debütierte im Oktober 2021 im Alter von 16 Jahren für den deutschen Bundesligisten Bayer 04 Leverkusen. Zurzeit steht er bei Udinese Calcio unter Vertrag.

## Karriere
Iker Bravo begann seine Karriere im Alter von sechs Jahren in La Masia, der Jugendakademie des FC Barcelona. Zur Saison 2021/22 wechselte der 16-Jährige in das Nachwuchsleistungszentrum von Bayer 04 Leverkusen. Zuvor hatte Bravo ein Angebot auf eine Vertragsverlängerung der Barceloner abgelehnt, da diese ihm aus der C-Jugend kommend und entgegen seiner Vorstellung kein Angebot für einen Einsatz in der A-Jugend gemacht hatten. Obwohl er für die B1-Junioren (U17) spielberechtigt gewesen wäre, wurde er durch Bayer 04 in den Kader der A-Junioren (U19) aufgenommen. Für sein Tor gegen die U19 von Fortuna Düsseldorf, das er Ende des Monats per Fallrückzieher erzielt hatte, wurde er von der Sportschau für das Tor des Monats im Oktober 2021 nominiert. In der Abstimmung erhielt er 13,4 % der Stimmen und belegte den fünften von fünf Plätzen. Nach fünf Einsätzen in der A-Junioren-Bundesliga, in denen er zwei Tore erzielte, nominierte ihn der Cheftrainer der ersten Mannschaft, Gerardo Seoane, für das DFB-Pokalspiel am 27. Oktober 2021 in das Aufgebot als Ersatzspieler. Mit einer Einwechslung in der zweiten Halbzeit für Paulinho kam Bravo zu seinem Debüt für die Mannschaft. Mit 16 Jahren und 287 Tagen wurde Bravo kurzzeitig zum jüngsten Profispieler in der Vereinsgeschichte von Bayer 04. Bereits elf Tage später unterbot sein Mannschaftskollege Zidan Sertdemir, der wie Bravo sowohl in der U19 als auch ersten Mannschaft des Vereins aktiv ist, diese Marke um ebenso elf Tage. In der Partie gaben sowohl Bravo als auch Sertdemir ihr Debüt in der Bundesliga mit Einwechslungen in der Partie bei Hertha BSC. Bravo ist der vierte Spieler, der vor seinem 17. Geburtstag in der Bundesliga spielte, sowie war zum Zeitpunkt seiner Einwechslung der zweitjüngste Eingesetzte seit Gründung der Bundesliga, bis Sertdemir mit seiner Einwechslung wenige Minuten später diese Position wieder übernahm.
Auch aufgrund von Sprachproblemen – der 17-Jährige sprach zu diesem Zeitpunkt kein Deutsch und kaum Englisch – kehrte er Ende August 2022 nach Spanien zurück und wechselte bis zum Ende der Saison 2022/23 auf Leihbasis zu Real Madrid. Dort gehörte er der zweiten Mannschaft an, die in der drittklassigen Primera Federación spielte und von Raúl trainiert wurde. Zudem kam Bravo unter Álvaro Arbeloa 4-mal für die U19 in der UEFA Youth League zum Einsatz und erzielte 3 Tore. Die U19 scheiterte im Viertelfinale, in dem er nicht eingesetzt wurde, an AZ Alkmaar. Der Stürmer beendete die Saison mit 22 Drittligaeinsätzen für die zweite Mannschaft, in denen er 2 Tore erzielte. Zudem kam er 3-mal in den Aufstiegsplay-offs zum Einsatz, in denen man in der letzten Runde am CD Eldense scheiterte. Anschließend wurde die Leihe für die Saison 2023/24 verlängert. In dieser stand Bravo nur am ersten Spieltag ohne Einsatz im Spieltagskader. Anschließend wurde er wegen mangelnder Leistungen in die U19 zurückversetzt. Für diese kam der Stürmer u. a. 7-mal in der UEFA Youth League zum Einsatz (3 Tore).
Im Juli 2024 wechselte er nach Italien zu Udinese Calcio.